# Transformers (computerspel uit 2003)
Transformers is een computerspel uit het actierollenspel-genre. Het spel is gebaseerd op de Transformers-franchise. Het spel werd ontwikkeld door WinkySoft en uitgebracht door Takara voor de PlayStation 2. Het spel is alleen in Japan uitgebracht.
In het spel kan de speler kiezen met welke partij (Autobots of Decepticons) hij wil spelen. Beide partijen hebben een aantal beschikbare personages, met de mogelijkheid meer personages te ontsluiten. De personages komen zowel uit de originele televisieserie, de film en de Japanse serie Transformers: The Headmasters.

## Verhaal
Optimus Prime, Wheeljack, en Jazz arriveren op de planeet Zel op zoek naar een vermist Autobotteam. Megatron steelt de Energonvoorraad van het schip, waarna de Decepticons beginnen de hele planeet van zijn energie te beroven. De Autobots proberen hen tegen te houden.
Al snel duiken de Autobots Rodimus Prime, Kup, en Arcee op, die beweren uit een toekomst te komen waarin de Decepticon Shockwave een kristal had gevonden dat Transformers goddelijke krachten geeft. Het trio wordt echter gevolgd door Galvatron en een aantal Decepticons uit de toekomst. Het is nu aan beide teams dit kristal het eerst te vinden.
De dialogen in het spel zijn allemaal in het Engels, ondanks dat het spel alleen in Japan is uitgebracht en de spelmenu’s wel in het Japans zijn. De Engelse tekst doet vermoeden dat het wel ooit Takara’s plan was om het spel in Amerika uit te gaan brengen.

## Personages
Bespeelbare Autobots: Optimus Prime, Jazz, Wheeljack, Hound, Bumblebee, Ratchet,
Rodimus Prime, Ultra Magnus, Springer, Kup, Arcee, Blurr, Chromedome, Hardhead, HighBrow, Brainstorm, en Hot Rod.
Niet bespeelbare Autobots: de Technobots (individueel en als Computron), de Trainbots (individueel en als Raiden), Sideswipe, Ironhide, Sky-Lynx, en Wreck-Gar.
Bespeelbare Decepticons: Megatron, Starscream, Thundercracker, Skywarp, Soundwave,
Shockwave, Blitzwing, Astrotrain, Dirge, Thrust, Ramjet, Kickback, Bombshell, Shrapnel, Motormaster, Onslaught, Scrapper, Long Haul, Galvatron, Cyclonus, Scourge, Octane, Sharkticon, Trypticon, Predaking, Razorclaw, Divebomb, Headstrong, Hun-Grr, Rippersnapper, Cutthroat, Weirdwolf, Skullcruncher, Mindwipe, Snapdragon, Apeface,
Wingspan en Pounce.